# 토니 캐스카리노
앤서니 가이 캐스카리노(영어: Anthony Guy Cascarino, 1962년 9월 1일 ~ )는 아일랜드의 전 축구 선수이며, 포지션은 공격수이다. 이탈리아 및 스코틀랜드계 출신이며, 잉글랜드 켄트 주 태생이다.
1980년 잉글랜드의 크로큰힐 FC에서 데뷔했으며, 이후 1981년 풋볼 리그 3부 질링엄 FC에 입단해 좋은 활약을 보인 뒤 1987년 풋볼 리그 2부의 밀월 FC으로 팀을 옮겨 1987-88 시즌 팀의 2부 리그 우승에 일조하였다. 그 뒤 풋볼 리그 1부의 애스턴 빌라 FC 및 스코티시 프리미어십의 셀틱 FC, 프리미어리그의 첼시 FC 등을 거쳐 1994년 승부조작 징계를 받아 디비시옹 2로 강등된 프랑스의 올랭피크 드 마르세유로 이적해 2연속 득점왕(1994-95 시즌, 1995-96 시즌)을 차지하는 등 뛰어난 활약을 선보이며 1994-95 시즌 팀의 2부 리그 우승 및 1995-96 시즌 팀의 1부 리그 승격에 공헌하였다. 이후 1997년 AS 낭시에 합류해 1997-98 시즌 팀의 2부 리그 우승에 기여했으며, 2000년 레드 스타 FC 소속으로 활동한 뒤 선수 은퇴를 선언하였다.
또한 1985년 아일랜드 축구 국가대표팀에 정식으로 데뷔한 뒤, 1999년까지 총 88경기에 출전했으며, 1988년 폴란드와의 친선경기에서 국가대표팀 데뷔골을 넣었다. 그리고 UEFA 유로 1988과 1990년 FIFA 월드컵, 1994년 FIFA 월드컵 등 각종 대회에 참가했으나, 1999년 터키와의 UEFA 유로 2000 예선 경기 도중 상대 선수와 싸움을 벌인 뒤 징계를 받아 국가대표팀에서 은퇴하였다.
은퇴 이후인 2000년 자서전을 통해 자신의 어머니는 아일랜드계 외할아버지에게 입양된 상태였기 때문에 사실 자신은 아일랜드계 혈통이 아님을 밝혔다. 이에 아일랜드 축구 협회는 자체 조사를 벌여 캐스카리노가 '제한된 유효 여권'을 받은 상태였기 때문에 아일랜드 국가대표팀에서 활동한 사실에 문제가 없다는 입장을 밝혔다.
또한 자신이 포커에 관심이 많음을 밝혔으며, 2003년부터 포커 선수로 활동하며 2007년, 2010년, 2011년 유럽 포커 투어 등에 출전하였다. 그리고 2002년부터 토크스포츠 등의 언론사에서 축구 전문 패널 및 해설자 등으로 활동하고 있으며, 2011년 스카이 스포츠 소속으로 맨체스터 유나이티드 FC와 아스널 FC와의 경기를 해설하던 도중 경기 상황을 '홀로코스트'에 빗댄 발언을 했다가 시청자들의 항의를 받기도 했다.